# Bill Haley

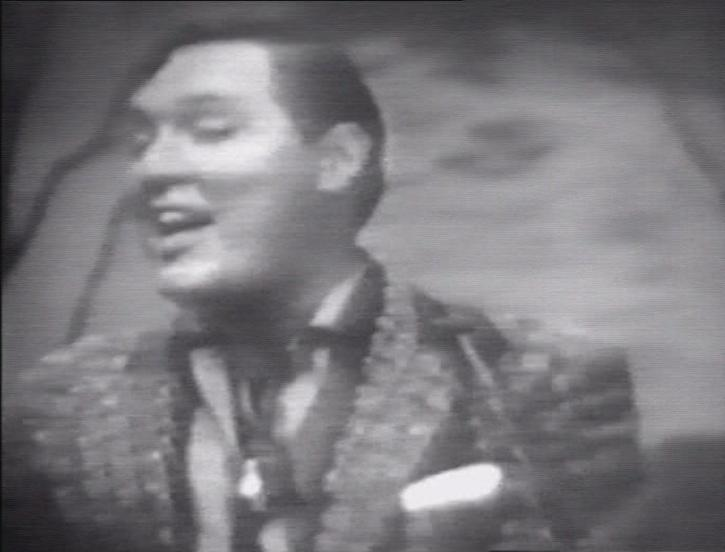
Bill Haley a la televisió, 1955

William John Clifton "Bill" Haley (6 de juliol de 1925 - 9 de febrer de 1981) va ser un dels primers músics de rock and roll dels Estats Units. Per a moltes persones ell va ser el primer a popularitzar aquest estil musical a principis de la dècada de 1950 amb el seu grup Bill Haley & His Comets (nom inspirat pel Cometa de Halley) i per milion de hits que van vendre milions de discs com, "Rock Around the Clock", "See You Later Alligator", i "Shake Rattle and Roll". Ell va vendre uns 100 milions de discos a tot el món.
Bill Haley va néixer a Highland Park (Michigan) amb el nom de William John Clifton Haley. Durant la Gran Depressió econòmica la seva família es traslladà a Boothwyn, Pennsilvània. Haley va dir que quan ell va fer una guitarra de mentida de cartró, els seus pares li'n van comprar una d'autèntica.
Bill va obtenir el seu primer treball professional als 13 anys.

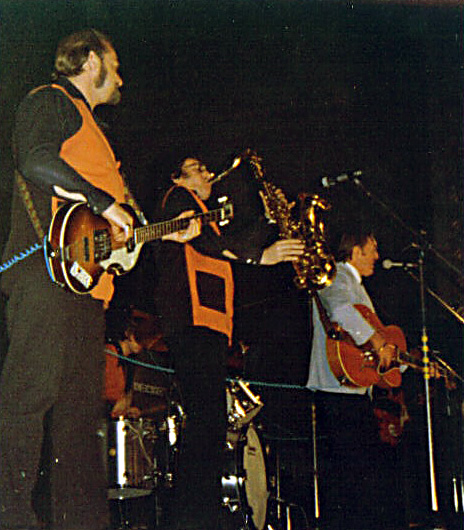
Bill Haley and the Comets actuant, 1974

L'any 1953 Haley va adaptar al rock and Roll la cançó de Sunny Dae and His nights (1952) titulada "Rock Around the Clock". No es va enregistrar en disc fins al 12 d'abril de 1954. Al principi no va tenir gaire èxit. Quan aquesta cançó aparegué en els títols d'inici de la pel·lícula de 1955 La jungla de les pissarres protagonitzada per Glenn Ford, arriba a ser la primera de la llista del Billboard durant 8 setmanes. Amb això a Haley els mitjans de comunicació li varen donar el títol de "Father of Rock and Roll," i va ser seguit pels adolescents.
Ell mateix va admetre el seu alcoholisme però va morir per un tumor cerebral.
Haley, pòstumamament, va ser inclòs al Rock and Roll Hall of Fame el 1987. Té una estrella al Hollywood Walk of Fame.

## Discografia
Abans de la formació del grup Bill Haley and the Saddlemen, que més tard serien The Comets, Haley realitzà diversos singles amb altres grups. Les dates són aproximades per la manca de documentació.
Com Bill Haley and the Four Aces of Western Swing
1948
- Too Many Parties and Too Many Pals (vocal by Tex King)/Four Leaf Clover Blues (Cowboy CR1201)

1949
- Tennessee Border/Candy Kisses (Cowboy CR1202)

Com Johnny Clifton and His String Band
1950
- Stand Up and Be Counted/Loveless Blues (Center C102)

Les composicions de Bill Haley inclouen "Four Leaf Clover Blues", "Crazy Man, Crazy", "What'Cha Gonna Do", "Fractured", "Live It Up", "Farewell, So Long, Goodbye", "Real Rock Drive", "Rocking Chair on the Moon", "Sundown Boogie", "Birth Of The Boogie", "Two Hound Dogs", "Rock-A-Beatin' Boogie", "Hot Dog Buddy Buddy", "R-O-C-K", "Rudy's Rock", "Calling All Comets", "Tonight's the Night", "Hook, Line and Sinker", "Sway with Me", "Paper Boy (On Main Street U.S.A.)", "Skinny Minnie", "B.B. Betty", "Eloise", "Whoa Mabel!", "Vive la Rock and Roll", "So Right Toight", "Football Rock and Roll", i "Chick Safari".

## Altres fonts
- Jim Dawson, Rock Around the Clock: The Record That Started the Rock Revolution! (San Francisco: Backbeat Books, 2005)
- John W. Haley and John von Hoëlle, Sound and Glory (Wilmington, DE: Dyne-American, 1990)
- John Swenson, Bill Haley (London: W.H. Allen, 1982)